# まきりか
まき りか（1969年2月25日 - ）は、北海道出身の脚本家、作詞家、作曲家。ミュージカル作家。金沢大学法学部卒業。横浜国立大学大学院先進実践学環修了。

## 人物
北海道札幌北高等学校、金沢大学法学部を卒業後、株式会社ハドソンにゲーム音楽クリエイターとして入社。「桃太郎電鉄シリーズ（編曲）」などの作曲を担当する。
ハドソン退社後は経営コンサルティング会社勤務。フランチャイズビジネスの全国展開に携わる。そのかたわらに、フリーでCMやゲームの作曲編曲も手がけていた。
28歳で独立開業し、J-POPや企業CMの作詞作曲、企業向け広報誌の編集、音楽スクールの経営など多岐に渡って行う。
2012年、自社のキッズミュージカルスクールに向けて書き下ろしたミュージカル作品が関係者の目にとまり、ミュージカル「スコア」、ビジネスマンミュージカル「WAYOUT」の両作にてプロデビューする。以降、実力派の子役を多数起用したファンタジックな作風と、実在する人や会社をモデルにした泣き笑いコメディという両極のユニークな作風でミュージカル界に新風を巻き起こしている。2015年からは自らプロデュースも行った。キャッチーで耳に残る美しい旋律は『まきりかメロディー』と呼ばれ、多くのファンを持っている。
現在はラジオカロスサッポロの『まきりかのHeart of JAPAN編集部』に出演している。

## 作品

### ラジオドラマ
- 2019年
  - 2019年1月1日 NHK-FM特集オーディオドラマ「サウンドミュージカル『雪色オルゴール』」（脚本・作曲）[3]

- 2020年
  - 2020年1月6日-1月17日 NHK-FM青春アドベンチャー「時めがね 金沢うた絵巻」（脚本・作曲）[4]

### 舞台
- 2012年
  - 2012年10月4日-8日 ビジネスマンミュージカル「WAYOUT」（プロデュース・作曲）（シアターグリーンBigTree）[5]
  - 2012年10月10日-14日 ミュージカル「スコア!」（プロデュース・脚本・作曲・作詞）（シアターグリーンBigTree）[6]

- 2013年
  - 2013年3月16日-24日 ミュージカル「新幹線おそうじの天使たち」（脚本・作詞）（AiiAシアター）[7]
  - 2013年6月29日 音楽朗読劇「ラヴソングライター」（脚本・作詞・作曲・ピアノ）（）[8]
  - 2013年5月3日-12日 ミュージカル「スコア!」再演（脚本・作曲)（シアターグリーンBigTree）[9]
  - 2013年10月30日-11月4日 Bizテインメントシアター「WAYOUT」再演（作詞・作曲）（博品館劇場）[10]

- 2014年
  - 2014年1月5日-15日 ミュージカル「KACHIBUS」（脚本・作詞・作曲）（本多劇場、他）[11]
  - 2014年3月19日-24日 音楽劇「君よ生きて」（脚本）（サンモールスタジオ）[12]
  - 2014年5月9日-11日 Bizテインメントシアター「WAYOUT」再演（作詞・作曲）（博品館劇場）[13]
  - 2014年12月27日-30日 ミュージカル「あいのおはなし」（脚本・作曲）（博品館劇場）[14]

- 2015年
  - 2015年2月27日-3月8日 Bizテインメントシアター「WAYOUT」再演（作詞・作曲）（東京芸術劇場プレイハウス、他）[15]
  - 2015年8月5日-9月5日 ミュージカル「DAICHI」（脚本・作曲・プロデュース）（キンケロシアター、他）平成28年度北海道戯曲賞最終選考作品[16]

- 2016年
  - 2016年1月7日-11日 ミュージカル『普通にブランド品とか好きだった私が、カンボジアでお母さんになった』（脚本・作曲・プロデュース）（六行会ホール）[17]
  - 2016年4月24日-29日 ミュージカル「DAICHI」（脚本・作曲）（キンケロシアター）[18]
    - 平成28年度北海道戯曲賞の最終候補に選出[19]

  - 2016年7月22日-8月3日 ミュージカル『Ｏ．Ｇ．』(脚本・作曲)(新宿シアターミラクル)[20]
  - 2016年12月24日ー27日 ミュージカル「SNOW MANGO」（脚本・作曲）（博品館劇場）[21]

- 2017年
  - 2017年2月22日-26日 音楽劇「君よ生きて」（脚本）（銀河劇場）[22]
  - 2017年7月6日ー13日 ミュージカル「ソーォス！」（脚本・作曲）（全労済ホールスペースゼロ）[23]
  - 2017年8月17日-20日 ミュージカル「スコア！」（脚本・作曲・プロデュース）（三越劇場）[24]
  - 2017年11月15日ー19日 ミュージカル「DAICHI」（脚本・作曲）（シアターサンモール）[25]

- 2018年
  - 2018年6月15日ー16日 音楽劇「カイ」（脚本・作曲）（溝ノ口劇場）他に、札幌公演、天塩町公演、佐呂間町公演[26]
  - 2018年8月30日ー9月2日 音楽劇「君よ生きて」2018（脚本）
  - 2018年11月14日ー18日 ミュージカル「「また、必ず会おう」と誰もが言った。」（脚本・作曲）（全労済ホールスペースゼロ）原作：喜多川泰[27]

- 2019年
  - 2019年3月6日-10月2日 ミュージカル『Ｏ．Ｇ．』(脚本・作曲)(六行会ホール　他全国５２公演）
  - 2019年5月ー 音楽劇「カイ」（脚本・作曲）（溝ノ口劇場）他に、札幌公演、登別公演、岩内公演、
  - 2019年8月23日ー24日 音楽劇「桜の下で君と」（脚本・作曲）（溝ノ口劇場）他に、札幌公演[28]

### 音楽
- 1998年
  - CD「BLUE DIAMOND」（作詞・作曲・歌）[29]
- 2010年
  - CD「中国語でうたおう　きらきら星」（作曲・演奏・音楽監修）[30]
- 2013年
  - CD「イギリス英語でうたおう　きらきら星」（作曲・演奏・音楽監修）[31]
- 2014年
  - 2014年4月5日 CD「Maki Rica Musical」（作曲・演奏）[32]
- 2016年
  - CM Soda Stream（作曲・キャスティング）[33]
- 2017年
  - CM「すまいーだ」歌：華原朋美（作曲）[34]
  - Honda環境系キャラクター「リーフェル」の歌（作詞・作曲）[35]

- 2019年
  - CD「あなたのぬくもり／Lifelong Lerners」（作詞・作曲・歌）[36]